# Paragymnomerus dusmeti
Paragymnomerus dusmeti är en stekelart som beskrevs av Blüthgen 1962. Paragymnomerus dusmeti ingår i släktet Paragymnomerus och familjen Eumenidae. Inga underarter finns listade i Catalogue of Life.